# Canthidium manni
Canthidium manni là một loài bọ cánh cứng trong họ Bọ hung (Scarabaeidae).